# Piotrków Kujawski
Piotrków Kujawski is een stad in het Poolse woiwodschap Koejavië-Pommeren, gelegen in de powiat Radziejowski. De oppervlakte bedraagt 9,68 km², het inwonertal 4463 (2005).

## Verkeer en vervoer
- Station Piotrków Kujawski